# 浮造
浮造、浮造り（うづくり）は、木の板や柱の表面の軟質部（春材）をブラシ状の工具でこすり、木の硬質部（秋材）を浮き出させる木材加工の技法である。浮造り仕上げ等ともいう。
また、この技法のために使用する刈萱（かるかや）の草の根を水にさらした後、干して麻紐で束ねた工具も、浮造（うづくり）と呼ばれる。

## 概要
木材の見た目を美しく仕上げるため、柱や天井に使用される。また、浮き出した木目の凹凸が滑り止めになるため床材に用いられる。
浮造にすることができるのは、スギ等の軟質の針葉樹であり、硬質の木材には適さない。通常の木材だけでなく、焼杉にも木目を出すためにも使われる。
伝統的に、刈萱の根や藁を束ねた工具が用いられてきた。刈萱の根を束ねたものの場合、古い木材に使用するときは根の粗い部分を束ねたものを、新しい木材のときは根の細い部分を束ねたものと使い分ける。
近年では、電動工具等の機械やワイヤーブラシを用いた加工が主流になっている。